# هنري غيران
هنري غيران (بالفرنسية: Henri Guérin)‏ هو مبارز بالسيف فرنسي، ولد في 20 مايو 1905 في باريس في فرنسا، وتوفي في 11 أكتوبر 1967 في نويي-سور-سين في فرنسا.

## وصلات خارجية
- هنري غيران على موقع أوليمبيديا (الإنجليزية)